# Pigeon Creek
Pigeon Creek – jednostka osadnicza w Stanach Zjednoczonych, w stanie Ohio, w hrabstwie Summit.